# John Carmack
John D. Carmack II (* 21. srpna 1970) je americký programátor, který je znám pro svou práci na počítačových hrách jako Wolfenstein 3D, Quake či Doom. V roce 1991 spoluzakládal firmu Id Software, která vytváří 3D hry a licencuje 3D enginy. Od roku 2013 pracuje pro Oculus VR. Nedostudoval vysokou školu. Je rozvedený a má dva syny.
Po roce 2000 založil firmu Armadillo Aerospace zaměřenou na vývoj finančně dostupných raketových motorů i celých raket použitelných pro soukromé kosmické lety nebo suborbitální kosmickou turistiku. V říjnu 2013 přijal pozici technického ředitele ve firmě Oculus VR zabývající se virtuální realitou.